# Livio Besso Cordero
Livio Besso Cordero (Baldissero Canavese, 5 febbraio 1948 – Asti, 27 aprile 2018) è stato un politico italiano.

## Biografia
Architetto, fin dagli anni '80 è sindaco di Baldissero Canavese, suo paese natale. Nel 1990 diventa assessore provinciale a Torino con il Partito Socialista Italiano, carica che mantiene fino al 1996. 
Dopo lo scioglimento del PSI, aderisce ai Socialisti Italiani, con i quali nel 1996 viene eletto - nella lista Rinnovamento Italiano - al Senato della Repubblica nella XIII legislatura. Nel 1998 passa ai Democratici di Sinistra, termina il proprio mandato parlamentare nel 2001. Dal 1998 al 2002 è consigliere comunale a Castellamonte. Nel 2009 torna in consiglio comunale Baldissero Canavese, restandovi fino al marzo 2010.
Muore all'età di 70 anni, dopo una lunga malattia.